# Чемпіонат світу з пляжного футболу 2003
Чемпіонат світу з пляжного футболу 2003 — дев'ятий чемпіонат світу з пляжного футболу. Турнір повернувся додому на Копакабану, Ріо-де-Жанейро, Бразилія, вперше з 2000 року. Боротьбу за титул знову повели 8 команд. 
Переможцем стала збірна Бразилії, яка у фіналі перемогла збірну Іспанії.

## Формат турніру
Як і у 2002 році, 8 команд-учасниць були розбиті на 2 групи по 4 збірні, з яких по два переможці проходили у півфінали.

## Учасники
| Збірна     | Конфедерація | Кількість виступів на ЧС до цього | Найкращий виступ                                      | Остання участь |
| ---------- | ------------ | --------------------------------- | ----------------------------------------------------- | -------------- |
| Японія     | АФК          | 3                                 | 4 місце (2000)                                        | 2000           |
| США        | КОНКАКАФ     | 7                                 | 2 місце (1995)                                        | 2001           |
| Бразилія   | КОНМЕБОЛ     | 8                                 | Переможець (1995, 1996, 1997, 1998, 1999, 2000, 2002) | 2002           |
| Уругвай    | КОНМЕБОЛ     | 8                                 | 2 місце (1996, 1997)                                  | 2002           |
| Франція    | УЄФА         | 6                                 | 2 місце (1998, 2001)                                  | 2002           |
| Іспанія    | УЄФА         | 5                                 | 3 місце (2000)                                        | 2002           |
| Португалія | УЄФА         | 6                                 | Переможець (2001)                                     | 2002           |
| Італія     | УЄФА         | 8                                 | 3 місце (1996)                                        | 2002           |

## Груповий турнір

### Група A
| Команда  | Очки | І | В | П | ГЗ | ГП | +/- |
| -------- | ---- | - | - | - | -- | -- | --- |
| Бразилія | 9    | 3 | 3 | 0 | 26 | 6  | 20  |
| Іспанія  | 6    | 3 | 2 | 1 | 19 | 13 | 6   |
| Італія   | 3    | 3 | 1 | 2 | 11 | 19 | -8  |
| США      | 0    | 3 | 0 | 3 | 8  | 26 | -18 |

| 16 лютого 2003 |

| Бразилія | 6–3 | Іспанія |
| -------- | --- | ------- |
|          |     |         |

| Копакабана |

| 17 лютого 2003 |

| Іспанія | 8–3 | США |
| ------- | --- | --- |
|         |     |     |

| Копакабана |

| 18 лютого 2003 |

| Бразилія | 7–2 | Італія |
| -------- | --- | ------ |
|          |     |        |

| Копакабана |

| 19 лютого 2003 |

| Італія | 5–4 | США |
| ------ | --- | --- |
|        |     |     |

| Копакабана |

| 20 лютого 2003 |

| Бразилія | 13–1 | США |
| -------- | ---- | --- |
|          |      |     |

| Копакабана |

| 21 лютого 2003 |

| Іспанія | 8–4 | Італія |
| ------- | --- | ------ |
|         |     |        |

| Копакабана |

### Група B
| Команда    | Очки | І | В | П | ГЗ | ГП | +/- |
| ---------- | ---- | - | - | - | -- | -- | --- |
| Франція    | 6    | 3 | 2 | 1 | 20 | 14 | 6   |
| Португалія | 6    | 3 | 2 | 1 | 14 | 10 | 4   |
| Уругвай    | 6    | 3 | 2 | 1 | 9  | 9  | 0   |
| Японія     | 0    | 3 | 0 | 3 | 4  | 14 | -10 |

| 16 лютого 2003 |

| Уругвай | 2–1 | Японія |
| ------- | --- | ------ |
|         |     |        |

| Копакабана |

| 17 лютого 2003 |

| Франція | 8–6 | Португалія |
| ------- | --- | ---------- |
|         |     |            |

| Копакабана |

| 18 лютого 2003 |

| Португалія | 5–1 | Японія |
| ---------- | --- | ------ |
|            |     |        |

| Копакабана |

| 19 лютого 2003 |

| Уругвай | 6–5 | Франція |
| ------- | --- | ------- |
|         |     |         |

| Копакабана |

| 20 лютого 2003 |

| Португалія | 3–1 | Уругвай |
| ---------- | --- | ------- |
|            |     |         |

| Копакабана |

| 21 лютого 2003 |

| Франція | 7–2 | Японія |
| ------- | --- | ------ |
|         |     |        |

| Копакабана |

## Матчі плей-оф
|  | Півфінали      | Півфінали      |   |                | Фінал               | Фінал |  |
|  |                |                |   |                |                     |       |  |
|  | 22 лютого 2002 |                |   |                |                     |       |  |
|  | Іспанія        | 5              |   |                |                     |       |  |
|  | Франція        | 4              |   |                |                     |       |  |
|  |                |                |   |                |                     |       |  |
|  |                |                |   |                | 23 лютого 2002      |       |  |
|  |                |                |   |                | Бразилія            | 8     |  |
|  |                | Іспанія        | 2 |                |                     |       |  |
|  |                |                |   |                |                     |       |  |
|  |                |                |   |                |                     |       |  |
|  |                |                |   |                | Матч за третє місце |       |  |
|  | 22 лютого 2002 | 22 лютого 2002 |   | 23 лютого 2002 | 23 лютого 2002      |       |  |
|  | Бразилія       | 7              |   | Португалія     | 7                   |       |  |
|  | Португалія     | 2              |   |                | Франція             | 4     |  |

### Півфінали
| 22 лютого 2003 |

| Іспанія | 5–4 | Франція |
| ------- | --- | ------- |
|         |     |         |

| Копакабана |

| 22 лютого 2003 |

| Бразилія | 7–2 | Португалія |
| -------- | --- | ---------- |
|          |     |            |

| Копакабана |

### Матч за 3-тє місце
| 23 лютого 2003 |

| Португалія | 7–4 | Франція |
| ---------- | --- | ------- |
|            |     |         |

| Копакабана |

### Фінал
| 23 лютого 2003 |

| Бразилія | 8–2 | Іспанія |
| -------- | --- | ------- |
|          |     |         |

| Копакабана |

| Переможець чемпіонату світу з пляжного футболу 2003 року |
| -------------------------------------------------------- |
| Бразилія                                                 |
| Бразилія Восьмий титул                                   |

## Підсумкова таблиця чемпіонату
| Місце | Команда    |
| ----- | ---------- |
| 1     | Бразилія   |
| 2     | Іспанія    |
| 3     | Португалія |
| 4     | Франція    |
| 5     | Уругвай    |
| 6     | Італія     |
| 7     | Японія     |
| 8     | США        |

## Нагороди

### Найкращий бомбардир
| Місце | Гравець          | Голи |
| ----- | ---------------- | ---- |
| 1     | Ненем (Бразилія) | 15   |

### Найкращий гравець
| Гравець            |
| ------------------ |
| Амарелле (Іспанія) |

### Найкращий воротар
| Player                |
| --------------------- |
| Робертіньо (Бразилія) |